# Phytoliriomyza floridana
Phytoliriomyza floridana är en tvåvingeart som beskrevs av Spencer 1973. Phytoliriomyza floridana ingår i släktet Phytoliriomyza och familjen minerarflugor.
Artens utbredningsområde är Florida. Inga underarter finns listade i Catalogue of Life.